# Ali Nazmi
Ali Nazmi (Sarov, 1878 - Bakou, 1er janvier 1946) est un poète azerbaïdjanais.